# Sparkasse Siegen
Die Sparkasse Siegen ist eine öffentlich-rechtliche Sparkasse mit Sitz in Siegen in Nordrhein-Westfalen. Ihr Geschäftsgebiet sind die Städte Siegen, Freudenberg, Hilchenbach, Kreuztal, Netphen und die Gemeinde Wilnsdorf.

## Organisationsstruktur
Die Sparkasse Siegen ist eine rechtsfähige Anstalt des öffentlichen Rechts. Träger der Sparkasse ist der Sparkassenzweckverband, der von den Städten Siegen, Freudenberg, Hilchenbach, Kreuztal, Netphen und der Gemeinde Wilnsdorf gebildet wird. Organe der Sparkasse sind der Vorstand und der Verwaltungsrat. Rechtsgrundlagen sind das Sparkassengesetz und die Sparkassenverordnung für Nordrhein-Westfalen sowie die Satzung der Sparkasse Siegen. Die Sparkasse ist Mitglied im bundesweiten Haftungsverbund der Sparkassen-Finanzgruppe.

## Geschäftsausrichtung
Die Sparkasse Siegen hat die Aufgabe, die geld- und kreditwirtschaftliche Versorgung insbesondere der im Geschäftsgebiet lebenden Bevölkerung und angesiedelten Wirtschaft sicherzustellen. Die Gewinnerzielung ist nicht Hauptzweck des Geschäftsbetriebs. Als Universalbank und Marktführer im Geschäftsgebiet tätigt die Sparkasse Bankgeschäfte und Finanzdienstleistungen sowohl für Privat- als auch für Firmenkunden vom Girokonto bis zur Vermögensverwaltung, Private Banking oder Betreuung für Firmenkunden.
Die Sparkasse Siegen wies im Geschäftsjahr 2023 eine Bilanzsumme von 4,914 Mrd. Euro aus und verfügte über Kundeneinlagen von 3,77 Mrd. Euro. Gemäß der Sparkassenrangliste 2023 liegt sie nach Bilanzsumme auf Rang 92. Sie unterhält 44 Filialen/Selbstbedienungsstandorte und beschäftigt 740 Mitarbeiter.

## Gesellschaftliches Engagement
Die Sparkasse Siegen und ihre Stiftung für Kunst und Kultur sowie Sparkassenstiftung Zukunft engagieren sich mit finanziellen Hilfen, Sponsorings gegenüber Vereinen und Institutionen in der Region Siegen. Davon profitieren Sportvereine, Krankenhäuser, die Universität Siegen, Schulen, Kindergärten, soziale, kirchliche und kulturelle Vereinigungen ebenso wie Projekte zum Erhalt historischer Werte oder zur Erhöhung der Lebensqualität in der Region.

## Geschichte
Die Sparkasse Siegen ist ein Zusammenschluss von sechs früheren Sparkassen aus der Stadt Siegen und Umland-Kommunen.
Das älteste Vorgängerinstitut der Sparkasse Siegen, die Stadtsparkasse Siegen, eröffnete am 17. Oktober 1842 im Rathaus. Sie ist als kommunales Institut aus der Mitte der Bürgerschaft als Selbsthilfeeinrichtung hervorgegangen. Ausgangspunkt für die Errichtung der Stadtsparkasse Siegen – wie aller anderen regionalen Sparkassen auch – waren nicht kaufmännische Überlegungen, sondern der Gedanke der sozialen Hilfsbereitschaft. Insbesondere den ärmeren Schichten der Siegener Bevölkerung sollte die Gelegenheit gegeben werden, Ersparnisse sicher und verzinslich auch in kleineren und kleinsten Beträgen als Rückhalt für Notfälle anzusammeln.
Die Entwicklung der Stadtsparkasse Siegen beflügelte auch in den Nachbarorten die Bemühungen um die Errichtung von Sparinstituten. Schließlich wurden 1859 die „Sparkasse für das Amt Ferndorf“ als Vorgängerin der Stadtsparkasse Kreuztal und im Jahr 1870 die Sparkassen Weidenau (einschl. der damaligen Gemeinde Netphen) und die Sparkasse Eiserfeld (einschl. der Gemeinde Wilnsdorf) eingerichtet.
Am 1. Juli 1971 schlossen sich die Stadtsparkasse Siegen, die Sparkasse Weidenau und die Sparkasse Eiserfeld im Vorfeld der kommunalen Neugliederung im Kernraum des Siegerlandes zur neuen Sparkasse Siegen zusammen. Am 1. September 2003 fusionierte sie mit der Stadtsparkasse Kreuztal.
Am 30. September 2014 wurde ein Vertrag unterzeichnet, wodurch die Sparkasse Siegen zum 1. Mai 2015 die Stadtsparkasse Freudenberg übernahm. Die Räte der betroffenen Gemeinden stimmten diesen Plänen zuvor zu. Dem Sparkassenzweckverband gehören durch Hinzunahme der Stadt Freudenberg fünf Gemeinden an. Die fünf Geschäftsstellen der Freudenberger Sparkasse sollen einen Bestandsschutz von zehn Jahren erhalten.
Zum 1. Mai 2018 wurde die Stadtsparkasse Hilchenbach von der Sparkasse Siegen übernommen, der Vertrag wurde im November 2017 unterzeichnet, nachdem die Räte der Fusion zugestimmt haben. Die technische Fusion der beiden Sparkassen wurde am 13. Mai 2018 vollzogen. Damit umfasst der Zweckverband sechs Gemeinden.